# Усть-Кемский сельсовет
Усть-Кемский сельсовет — сельское поселение в Енисейском районе Красноярского края.
Административный центр — посёлок Усть-Кемь.

## Население
| 2010 | 2012  | 2013  | 2014  | 2015  | 2016  | 2017 |
| ---- | ----- | ----- | ----- | ----- | ----- | ---- |
| 1196 | ↘1145 | ↘1088 | ↘1057 | ↘1036 | ↘1010 | ↘980 |

## Состав сельского поселения
В состав сельского поселения входят 2 населённых пункта:
| № | Населённый пункт | Тип населённого пункта          | Население |
| - | ---------------- | ------------------------------- | --------- |
| 1 | Усть-Кемь        | посёлок, административный центр | 1160      |
| 2 | Шадрино          | деревня                         | ↘35       |

## Местное самоуправление
Усть-Кемский сельский Совет депутатов
Дата избрания: 14.03.2010. Срок полномочий: 4 года. Количество депутатов: 10
Глава муниципального образования
- Марсал